# (100543) 1997 ES26
(100543) 1997 ES26 es un asteroide perteneciente al cinturón de asteroides, descubierto el 4 de marzo de 1997 por el equipo del Spacewatch desde el Observatorio Nacional de Kitt Peak, Arizona, Estados Unidos.

## Designación y nombre
Designado provisionalmente como 1997 ES26.

## Características orbitales
1997 ES26 está situado a una distancia media del Sol de 3,167 ua, pudiendo alejarse hasta 3,547 ua y acercarse hasta 2,787 ua. Su excentricidad es 0,120 y la inclinación orbital 0,999 grados. Emplea 2059,05 días en completar una órbita alrededor del Sol.

## Características físicas
La magnitud absoluta de 1997 ES26 es 15,5.